# Aristelliger praesignis
Aristelliger praesignis är en ödleart som beskrevs av  Hallowell 1856. Aristelliger praesignis ingår i släktet Aristelliger och familjen geckoödlor.

## Underarter
Arten delas in i följande underarter:
- A. p. praesignis
- A. p. nelsoni